# Pantà de Suquets de Baix Oest
El "Pantà de Suquets de Baix Oest" és un pantà d'origen artificial totalment naturalitzat, d'interès sobretot per les seves poblacions d'ocells aquàtics. Destaca per allotjar una notable biodiversitat, en un entorn agrícola cerealista força empobrit en espècies. Aquesta zona humida està situada sobre el límit amb l'Aragó, entre la torre de Jassé i la torre de l'Isidro de les Cabaleres, ambdues edificacions ja a terres aragoneses. Ocupa una superfície de 5,17 hectàrees i es troba ben a prop de la desapareguda Clamor Amarga d'Almacelles, una gran llacuna d'origen endorreic avui dia transformada en cultius de cereal.
Aquest pantà, a diferència del Pantà de Suquets de Baix Est, segueix sent utilitzat per al reg i presenta aigua habitualment. Anteriorment, ambdós pantans (Est i Oest) formaven part d'una única zona humida, "Pantans de Suquets de Baix", de codi 1421800.
Pel que fa a la vegetació, destaca especialment la presència d'un extens canyissar, que ocupa una bona part de la làmina d'aigua. També apareix un bogar a la part més interior de les aigües. Hi ha també alguns tamarius dispersos i algun xop. A la part perimetral, als marges del pantà, es localitzen alguns matollars nitrohalòfils, ocupant superfícies molt reduïdes.
Pel que fa a la fauna, al pantà nidifiquen espècies com l'arpella (Circus aeruginosus), l'agró roig (Ardea purpurea), el cabussó emplomallat (Podiceps cristatus), la fotja (Fulica atra) i la polla d'aigua (Gallinula chloropus). Així mateix, durant els passos migradors i a l'hivern el pantà acull importants concentracions de limícoles, anàtides i fotges. Són també interessants les seves poblacions d'amfibis.
Pel que fa als hàbitats d'interès comunitari, s'hi ha identificat l'hàbitat 1420 Matollars halòfils mediterranis i termoatlàntics (Sarcocornetea fruticosae).
El pantà presenta indicis de colmatació natural en alguns sectors. S'hi observen abocaments de runes i terres en diferents sectors (oest, sud-oest). També experimenta variacions dràstiques del nivell de l'aigua, que pot presentar processos d'eutrofització o contaminació puntuals. Al seu entorn s'observen algunes captacions d'aigua.
Aquesta zona humida forma part de l'espai de la Xarxa Natura 2000 ES5130017 "Basses de Sucs i Alcarràs".